# 천식

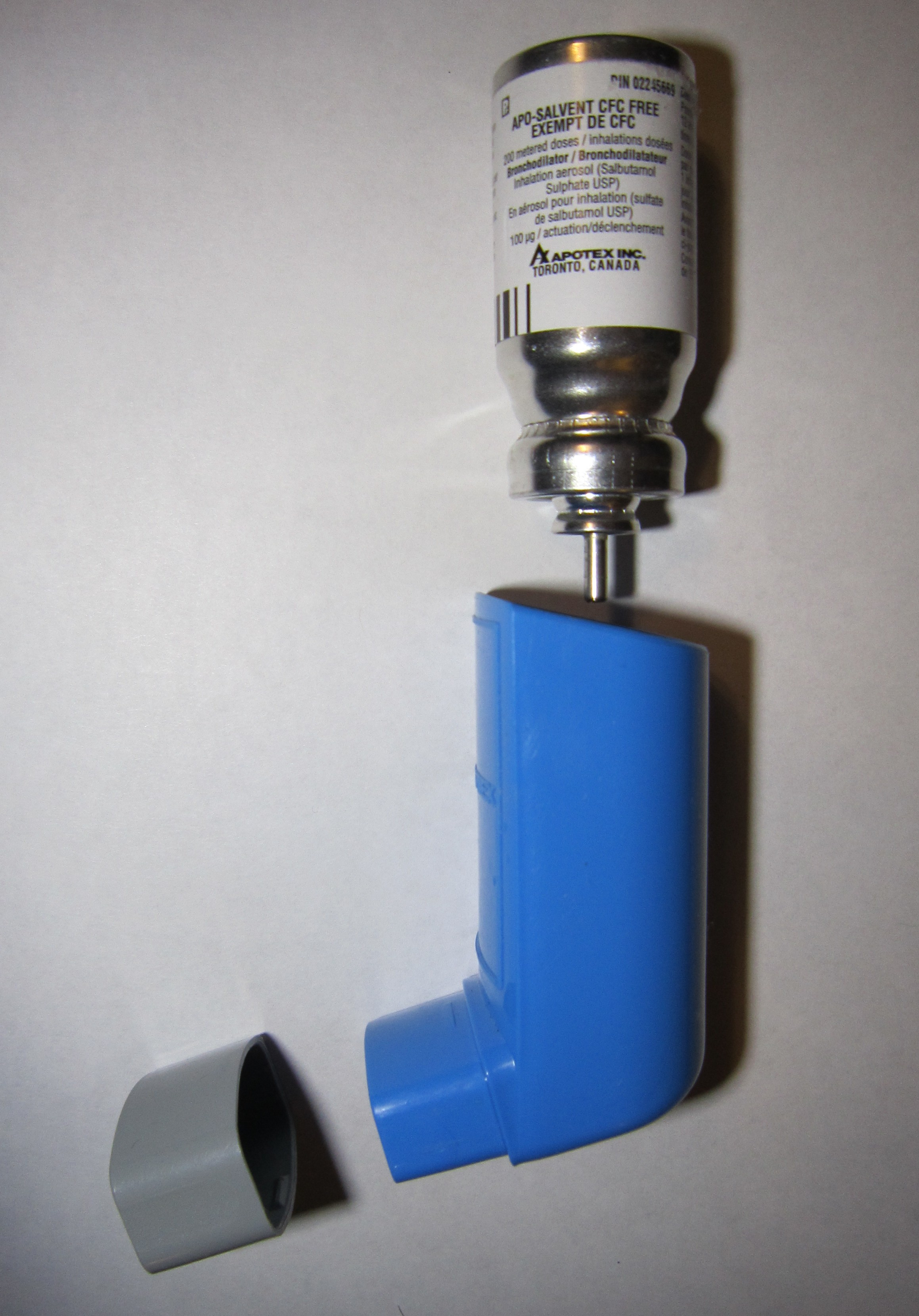
빠른 반응을 해 주는 살부타몰 흡입 기구는 천식 공격을 막아 주는 데 사용된다.

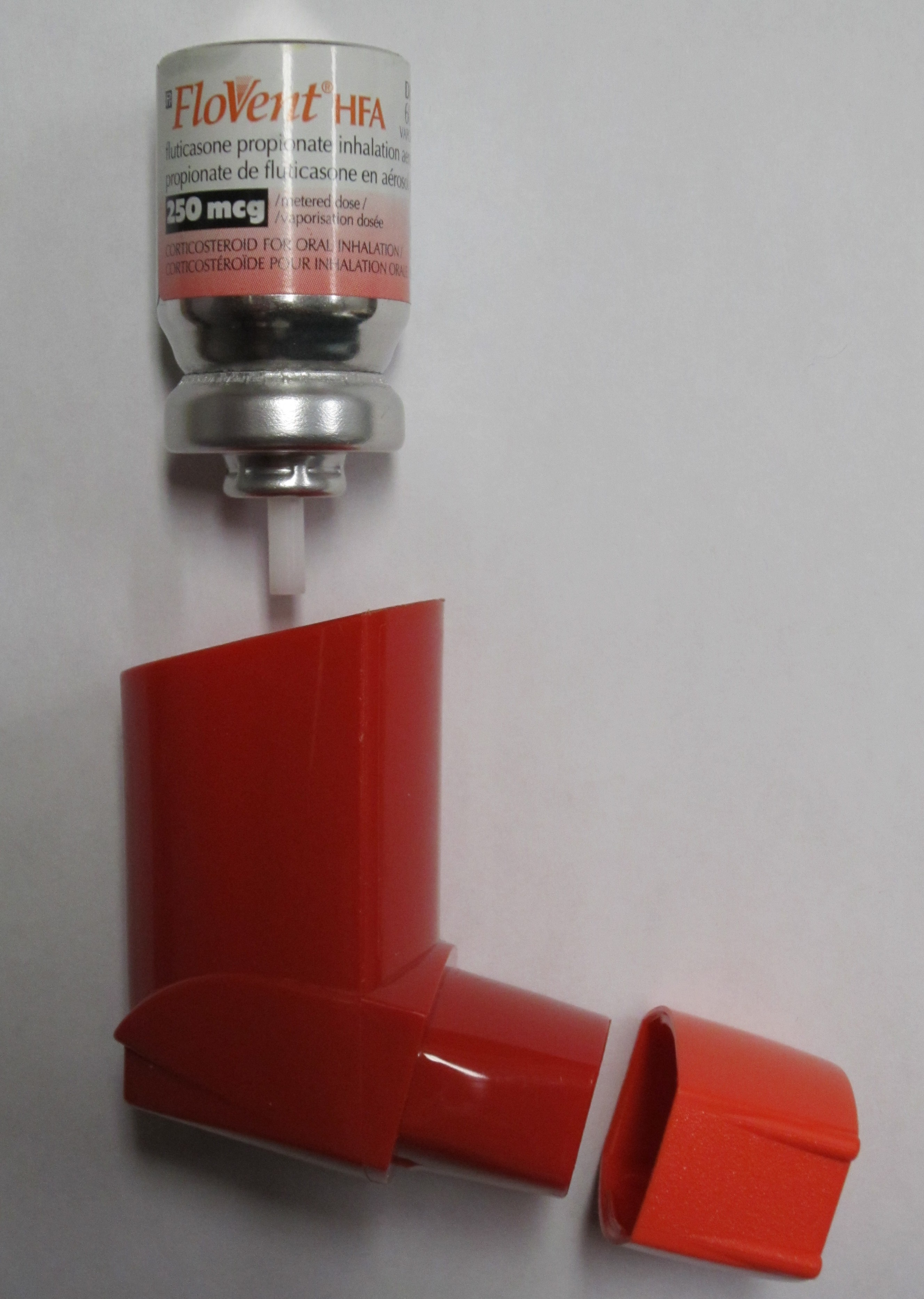
프로파노산 플루티카손을 사용하는 흡입 기구는 장기간 천식 관리를 위해 사용된다.

천식(喘息, asthma)은 호흡 곤란을 일으키는 염증성 기도 폐쇄 질환이다. 천식 환자는 기도의 폐쇄로 인해 천명(喘鳴, 숨소리가 쌕쌕거림), 호흡곤란, 기침 등의 증상을 호소하며, 증상은 낮보다 밤에 심해지는 경향이 있다. 또한 과도한 가래 형성으로 숨을 내쉴 때(호기, 呼氣)에 어려움을 겪기도 한다.
소아 천식의 절반은 성인에 이르기까지 이어져 성인 천식으로 지속된다. 천식 소인이 있는 사람은 상기도 감염으로 인한 급성 기도 폐색을 겪을 수 있으며, 심할 경우 이로 인해 사망할 수도 있다. 급성기에는 저농도 산소 투여(2L/m 이하), 스테로이드, 아미노필린, 에피네프린 주사 등으로 치료할 수 있으며, 심할 경우에는 기도 삽관을 해야 하는 경우도 있다. 천식은 일종의 알레르기 질환으로 현재로서는 천식을 유발하는 항원을 피하는 것이 가장 좋은 예방법이다.

## 역사
천식은 고대 이집트에서 인지되었고 카피(Kyphi)라 불리는 향 혼합물을 마심으로써 대처하였다. 특정한 호흡기 문제로 공식적으로 명칭이 언급된 것은 기원전 450년 경 히포크라테스이며, 현대에 쓰이는 영어 낱말 asthma는 "헐떡거리다"를 뜻하는 그리스어 낱말 ἅσθμα에서 비롯된다. 기원전 200년에는 적어도 부분적으로는 감정과 관련된 것으로 믿었다.
1873년, 이 주제에 대한 현대 의학의 최초 논문이 이 질병의 병리생리의 설명을 시도하였고, 1872년의 논문에서는 천식이 클로로폼 도찰제로 가슴을 비비면 치유될 수 있다고 결론내렸다.
1930년대부터 1950년대까지 천식은 "성스러운 7가지" 정신 신체적 질환 가운데 하나로 알려져 있었다. 그 원인은 치료가 종종 정신분석 및 기타 대화 치료에 기반을 둘 만큼 정신적인 것으로 간주되었기 때문이다.

## 병인
천식은 복잡하고 불완전하게 이해되는 환경적, 유전적 상호작용의 조합에 의해 발병한다. 12세 이전에 발병할 경우 유전적인 영향으로 인했을 가능성이 높으며, 12세 이후에 발병할 경우 환경적 요인으로 인할 가능성이 더 높다.
천식으로 인한 기도의 폐쇄에는 주로 비만 세포와 호산구가 관여한다. 만약, 기도에 집먼지 진드기나 꽃가루와 같은 항원이 침투하게 되면 체내 면역계가 이를 감지하여 항체 IgE를 생성하게 되는데, 이 IgE는 기관지 상의 비만 세포의 수용체로 작용하게 되며, 이로써 추후 항원의 재침투시 비만 세포가 항원에 반응하여 히스타민과 같은 기도의 염증 반응을 일으키는 여러 물질을 분비하게 한다. 한편, 호산구는 비만 세포가 분비한 물질의 자극에 의해 활성화되어, 마찬가지로 기도의 염증 반응을 일으킨다. 이러한 염증 반응에 의해 기도 점막의 부종이 일어나면 기도가 폐쇄되는 천식의 전형적인 증상이 나타나게 된다.

## 증상
대개 천식에 걸리면 색색거리며 숨을 쉬거나 호흡 곤란과 천명 및 재채기에 시달린다. 호흡이 짧고 허파가 조이지만 색색거리지 않고, 천명이 없다면 만성 폐쇄성 폐질환과 혼동할 수 있다. 천식이 진행되는 유형은 색색 거리거나 높은 심박수(과도호흡) 및 나음(라셀음 청진기를 통해 파악할 수 있음.) 천식이 심화될 때에는 산소 부족으로 청색증에 걸릴 수도 있으며, 흉통이나 호흡에 큰 어려움이 있을 수 있다.

## 같이 보기
- 플루티카손/살메테롤
- 부데소니드/포르모테롤
- 만성 폐쇄성 폐질환
- 고양이 천식